# أندريه فونتس
أندريه فونتس هو لاعب كرة قدم برتغالي في مركز الوسط، ولد في 27 مايو 1985 في Tábua ‏ في البرتغال. لعب مع موريرينسي ونادي أكاديميكا كويمبرا ونافال.

## وصلات خارجية
- أندريه فونتس على موقع قاعدة بيانات كرة القدم.إي يو (الإنجليزية)
- أندريه فونتس على موقع Soccerway.com (الإنجليزية)
- أندريه فونتس على موقع AS.com (الإسبانية)